# Bergasillas Bajera
Bergasillas Bajera is een gemeente in de Spaanse provincie en regio La Rioja met een oppervlakte van 9,70 km². Bergasillas Bajera telt 38 inwoners (1 januari 2016).

## Demografische ontwikkeling
Bron: INE, 1857-2011: volkstellingen
Opm.: In 1857 ontstond Bargasillas Bajera uit de gemeente Herce